# Rejosari Barat
Rejosari Barat is een bestuurslaag in het regentschap Batang van de provincie Midden-Java, Indonesië. Rejosari Barat telt 2574 inwoners (volkstelling 2010).